# Volksabstimmungen in Hessen 2018
Am 28. Oktober 2018 fanden in Hessen Volksabstimmungen zu 15 Änderungen der Hessischen Landesverfassung (HV) statt. Über jeden Vorschlag wurde einzeln abgestimmt. In Hessen müssen alle vom Landtag verabschiedeten Verfassungsänderungen durch ein obligatorisches Referendum bestätigt werden. Die letzte Volksabstimmung in Hessen wurde im Jahr 2018 durchgeführt (s. Landtagswahl in Hessen 2018). Alle Verfassungsänderungen wurden mit großer Mehrheit angenommen.

## Verfahren
Art. 123 Abs. 2 HV regelt, dass eine Verfassungsänderung zunächst der Zustimmung des Hessischen Landtags zu dem entsprechenden Gesetz bedarf. Nachdem dies erfolgt war, musste das Volk am 28. Oktober 2018 mit der Mehrheit der Abstimmenden jedem der 15 Gesetze zustimmen, damit diese in Kraft treten. 

## Die einzelnen Volksabstimmungen
Gleichzeitig mit der Landtagswahl erfolgten die Volksabstimmungen über Änderungen der Verfassung des Landes Hessen. Die einzelnen Abstimmungen fanden auf einem Stimmzettel statt, getrennt von dem zur Landtagswahl. Die Bürger hatten die Möglichkeit, en bloc abzustimmen oder über jedes Gesetz einzeln zu entscheiden. Die Verfassungsänderungen sind:
| Thema | Inhalt | Erläuterungen | Gesetz | % Ja | % Nein |
| --- | --- | --- | --- | ---- | ------ |
| Tatsächliche Durchsetzung der Gleichberechtigung von Frauen und Männern                                   | Der bisherige Art. 1 HV „Alle Menschen sind vor dem Gesetz gleich, ohne Unterschied des Geschlechts, der Rasse, der Herkunft, der religiösen und der politischen Überzeugung.“ wird zu Abs. 1. Als neuer Abs. 2 wird angefügt: „Frauen und Männer sind gleichberechtigt. Der Staat fördert die tatsächliche Durchsetzung der Gleichberechtigung von Frauen und Männern und wirkt auf die Beseitigung bestehender Nachteile hin.“ | Die neue Formulierung entspricht der in Art. 3 Abs. 2 GG | Gesetz zur Ergänzung des Art. 1 HV (Stärkung und Förderung der Gleichberechtigung von Frauen und Männer), online                     | 88,6 | 11,4   |
| Kinderrechte                                                                                              | Der bisherige Art. 4 HV „Ehe und Familie stehen als Grundlage des Gemeinschaftslebens unter dem besonderen Schutze des Gesetzes.“ wird zu Abs. 1. Als neuer Abs. 2 wird angefügt: „Jedes Kind hat das Recht auf Schutz sowie auf Förderung seiner Entwicklung zu einer eigenverantwortlichen und gemeinschaftsfähigen Persönlichkeit. Bei allen Maßnahmen, die Kinder betreffen, ist das Wohl des Kindes ein wesentlich zu berücksichtigender Gesichtspunkt. Der Wille des Kindes ist in allen Angelegenheiten, die es betreffen, entsprechend seinem Alter und seiner Reife im Einklang mit den geltenden Verfahrensvorschriften angemessen zu berücksichtigen. Die verfassungsmäßigen Rechte und Pflichten der Eltern bleiben unberührt.“ | | Gesetz zur Ergänzung des Art. 4 HV (Stärkung der Kinderrechte), online                                                               | 89,1 | 10,9   |
| Datenschutz                                                                                               | Es wird ein neuer Art. 12a HV eingefügt: „Jeder Mensch ist berechtigt, über die Preisgabe und Verwendung seiner personenbezogenen Daten selbst zu bestimmen. Die Vertraulichkeit und Integrität informationstechnischer Systeme werden gewährleistet. Einschränkungen dieser Rechte bedürfen eines Gesetzes.“ | Bisher bestand in der hessischen Verfassung keine Regelung zum Grundrecht auf informationelle Selbstbestimmung | Gesetz zur Ergänzung des Art. 12a HV (Recht auf informationelle Selbstbestimmung und Schutz informationstechnischer Systeme), online | 90,9 | 9,1    |
| Todesstrafe                                                                                               | Der bisherige Art. 21 Abs. 1 Satz 2 HV „Bei besonders schweren Verbrechen kann er zum Tode verurteilt werden.“ wird in „Die Todesstrafe ist abgeschafft.“ geändert. Der Art. 109 Abs. 1 Satz 3 HV („Die Bestätigung eines Todesurteils bleibt der Landesregierung vorbehalten.“) wird aufgehoben. | Der neue Text entspricht Art. 102 GG. Da das Grundgesetz die Todesstrafe nicht erlaubt und Bundesrecht Landesrecht bricht (Art. 31), war die bisherige Regelung gegenstandslos.                                                                                           | Gesetz zur Änderung der Art. 21 und 109 HV (Aufhebung der Regelungen zur Todesstrafe), online                                        | 83,2 | 16,8   |
| Definition des Staatszielbegriffs                                                                         | Es wird ein neuer Artikel 26a eingefügt: „Staatsziele verpflichten den Staat, die Gemeinden und Gemeindeverbände im Rahmen ihrer Zuständigkeit und Leistungsfähigkeit zur fortlaufenden Beachtung und dazu, ihr Handeln nach ihnen auszurichten.“ | Bisher bestand keine Legaldefinition des Begriffs Staatsziel in der Verfassung | Gesetz zur Ergänzung des Art. 26a HV (Aufnahme eines Staatszielbegriffs), online                                                     | 84,8 | 15,2   |
| Nachhaltigkeit als Staatsziel                                                                             | Es wird ein neuer Art. 26c HV eingefügt: „Der Staat, die Gemeinden und Gemeindeverbände berücksichtigen bei ihrem Handeln das Prinzip der Nachhaltigkeit, um die Interessen künftiger Generationen zu wahren.“ | | Gesetz zur Ergänzung des Art. 26c HV (Staatsziel zur stärkeren Berücksichtigung der Nachhaltigkeit), online                          | 89,1 | 10,9   |
| Förderung der technischen, digitalen und sozialen Infrastruktur und angemessenen Wohnraums als Staatsziel | Es wird ein neuer Art. 26d HV eingefügt: „Der Staat, die Gemeinden und Gemeindeverbände fördern die Errichtung und den Erhalt der technischen, digitalen und sozialen Infrastruktur und von angemessenem Wohnraum. Der Staat wirkt auf die Gleichwertigkeit der Lebensverhältnisse in Stadt und Land hin.“ | | Gesetz zur Ergänzung des Art. 26d HV (Staatsziel zur Förderung der Infrastruktur) online                                             | 90,0 | 10,0   |
| Kulturförderung als Staatsziel                                                                            | Es wird ein neuer Art. 26e HV eingefügt: „Die Kultur genießt den Schutz und die Förderung des Staates, der Gemeinden und Gemeindeverbände.“ | | Gesetz zur Ergänzung Art. 26e HV (Staatsziel zum Schutz und zur Förderung der Kultur), online                                        | 87,7 | 12,3   |
| Ehrenamtsförderung als Staatsziel                                                                         | Es wird ein neuer Art. 26f eingefügt: „Der ehrenamtliche Einsatz für das Gemeinwohl genießt den Schutz und die Förderung des Staates, der Gemeinden und Gemeindeverbände.“ | | Gesetz zur Ergänzung des Art. 26f HV (Staatsziel zum Schutz und zur Förderung des Ehrenamtes), online                                | 89,0 | 11,0   |
| Sportförderung als Staatsziel                                                                             | Es wird ein neuer Art. 26g HV eingefügt: „Der Sport genießt den Schutz und die Förderung des Staates, der Gemeinden und Gemeindeverbände.“ Art. 62a wird aufgehoben. | Sportförderung war bereits als Art. 62a HV Gegenstand der Verfassung. Im Rahmen der Schaffung eines Kataloges von Staatszielen in Art. 26 HV soll dieses Staatsziel hierhin verschoben werden.                                                                            | Gesetz zur Ergänzung des Art. 26g HV (Staatsziel zum Schutz und zur Förderung des Sports), online                                    | 87,8 | 12,2   |
| Bekenntnis zur Europäischen Integration                                                                   | Der Art. 64 HV, der bisher „Hessen ist ein Glied der deutschen Republik“ lautete, soll ersetzt werden durch: „Hessen ist ein Gliedstaat der Bundesrepublik Deutschland und als solcher Teil der Europäischen Union. Hessen bekennt sich zu einem geeinten Europa, das demokratischen, rechtsstaatlichen, sozialen und föderativen Grundsätzen sowie dem Grundsatz der Subsidiarität verpflichtet ist, die Eigenständigkeit der Regionen wahrt und deren Mitwirkung an europäischen Entscheidungen sichert.“ | | Gesetz zur Änderung und Ergänzung des Art. 64 HV (Bekenntnis zur Europäischen Integration), online                                   | 82,4 | 17,6   |
| Senkung des Mindestalters für das passive Wahlrecht bei Landtagswahlen von 21 auf 18 Jahren               | Art. 75 Abs. 2 HV erhält folgende Fassung: „Wählbar sind die Stimmberechtigten, die das achtzehnte Lebensjahr vollendet haben.“ | Eine solche Verfassungsänderung wurde bei einer gleichzeitig mit der Landtagswahl 1995 durchgeführten Volksabstimmung abgelehnt. Hessen ist das einzige Land, bei dem ein Landtagswahlrecht nicht mit achtzehn Jahren erworben wird (siehe Wahlmodus der Landtagswahlen). | Gesetz zur Änderung des Art. 75 HV (Herabsetzung des Wählbarkeitsalters), online                                                     | 70,3 | 29,7   |
| Elektronische Verkündung von Gesetzen                                                                     | Der Art. 120 HV wird um folgenden Satz ergänzt: „Das Gesetz- und Verordnungsblatt kann nach Maßgabe eines Gesetzes in elektronischer Form geführt werden.“ Daneben wird Art. 121 HV wie folgt formuliert: „Gesetze treten, soweit sie nichts anderes bestimmen, mit dem vierzehnten Tage nach Ablauf des Tages in Kraft, an dem sie verkündet worden sind.“ | Es soll die Möglichkeit geschaffen werden, das Gesetz- und Verordnungsblatt für das Land Hessen auch rein elektronisch zu führen | Gesetz zur Ergänzung des Art. 120 HV und zur Änderung des Art. 121 HV (Elektronische Verkündung von Gesetzen), online                | 81,4 | 18,6   |
| Senkung des Quorums für Volksbegehren                                                                     | Art. 124 Abs. 1 Satz 1 HV wird wie folgt gefasst: „Ein Volksentscheid ist herbeizuführen, wenn ein Zwanzigstel der Stimmberechtigten das Begehren nach Vorlegung eines Gesetzentwurfs stellt.“ Abs. 3 Satz 2 wird wie folgt gefasst: „Das Gesetz ist durch Volksentscheid beschlossen, wenn die Mehrheit der Abstimmenden, mindestens jedoch ein Viertel der Stimmberechtigten dem Gesetzentwurf zugestimmt hat.“ | Bisher war es notwendig, dass 20 % der stimmberechtigten Bürger ein Volksbegehren unterstützen; künftig sollen 5 % ausreichen. Im Gegenzug soll eine Volksabstimmung nur dann wirksam werden, wenn 25 % der Wahlberechtigten zustimmen.                                   | Gesetz zur Änderung des Art. 124 HV (Stärkung der Volksgesetzgebung), online                                                         | 86,3 | 13,7   |
| Stärkung der Unabhängigkeit des Landesrechnungshofes                                                      | Art. 144 Abs. 1 HV wird wie folgt gefasst: „Der Rechnungshof, dessen Mitglieder richterliche Unabhängigkeit besitzen, prüft die Wirtschaftlichkeit und Ordnungsmäßigkeit der Haushalts- und Wirtschaftsführung sowie die Rechnungen über den Haushaltsplan und stellt diese fest.“ | | Gesetz zur Änderung des Art. 144 HV (Stärkung der Unabhängigkeit des Rechnungshofs), online                                          | 88,3 | 11,7   |

## Vorgeschichte
Die hessische Verfassung ist eine der ältesten Landesverfassungen; sie trat 1946 drei Jahre vor dem Grundgesetz in Kraft. Daher enthält sie eine Reihe von Regelungen, wie den Sozialisierungsartikel 41, die Todesstrafe oder das Verbot von Aussperrungen, die heute obsolet sind. 2005 scheiterte ein Versuch, eine umfassende Reform der Verfassung vorzunehmen. 2017 nahm der Hessische Landtag einen neuen Anlauf, eine parteiübergreifende Konsensregelung zu treffen. Hierzu wurde ein Verfassungskonvent unter dem Vorsitz von Jürgen Banzer geschaffen, der einen Katalog von 15 Änderungen schuf, von denen 7 von allen Landtagsparteien mitgetragen wurden. Die weiteren 8 Änderungen wurden von CDU, SPD, Grünen und FDP bei Enthaltung oder Gegenstimmen der Linken beschlossen, darunter die Änderung der Volksentscheidshürden, die verschiedenen Staatsziele und die elektronische Verkündung von Gesetzen.
Andere vorgeschlagene Punkte erwiesen sich nicht als konsensfähig und wurden nicht in das Paket aufgenommen. So strebte die CDU einen Gottesbezug an, die SPD wollte ein Grundrecht auf gebührenfreie Bildung und die FDP die Begrenzung der Amtszeit des Ministerpräsidenten auf zwei Wahlperioden.

## Auszählung
Die Auszählung der Volksabstimmung konnte am Abend der Wahl erfolgen oder ab dem nächsten Tag durch Auszählungswahlvorstände. Wegen der gleichzeitig stattfindenden Landtagswahl erfolgte die Auszählung wohl in den meisten hessischen Gemeinden und Wahlbezirken über einen Auszählungswahlvorstand. Trendergebnisse wurden, gegenüber ersten Planungen, von den Gemeinden nicht übermittelt. Das vorläufige Ergebnis wurde daher am 1. November 2018 veröffentlicht.
Alle 15 Verfassungsänderungen wurden angenommen; die Zustimmung lag zwischen 70,3 Prozent (Senkung des Mindestalters für das passive Wahlrecht bei Landtagswahlen von 21 auf 18 Jahren) und 90,9 Prozent (Datenschutz). Die Wahlbeteiligung war 67,1 Prozent und die gültigen Stimmen lagen zwischen 93,6 (Staatszieldefinition) und 95,7 Prozent (Gleichberechtigung).